# Torneo Clausura 2023 de Segunda División de Honduras
 El Torneo Clausura 2023 de Segunda División de Honduras fue la edición número 74 de la máxima categoría de ascenso.

## Bases de Competencia
La Liga Nacional de Ascenso está dividida en seis grupos: La Zona Insular (Grupo A1-A2) comprende los departamentos de Atlántida, Yoro y Colón. La Zona Occidental (Grupo B) comprende los departamentos de Copán y Santa Bárbara. La Zona Norte (Grupo C) comprende los departamentos de Cortés y Comayagua. y La Zona Centro Sur Oriente (Grupo D1-D2) comprende los departamentos de Olancho, Francisco Morazán, El Paraíso y Choluteca. 

### Fase final
La fase final se definirá por las siguientes etapas:
- Octavos de final
- Cuartos de final
- Semifinales
- Final

Dentro del marco de esta competencia, los 2 primeros equipos mejor ubicados en cada grupo, más 4 mejores terceros clasifican a instancias de Octavos de final. Los equipos se miden de la siguiente manera: 
|  | Octavos de final                 | Octavos de final                 |  |  | Cuartos de final | Cuartos de final |  |  | Semifinales | Semifinales |  |  | Final | Final |
|  |                                  |                                  |  |  |                  |                  |  |  |             |             |  |  |       |       |
|  |                                  |                                  |  |  |                  |                  |  |  |             |             |  |  |       |       |
|  |                                  |                                  |  |  |                  |                  |  |  |             |             |  |  |       |       |
|  | 1 Grupo D-2                      |                                  |  |  |                  |                  |  |  |             |             |  |  |       |       |
|  |                                  |                                  |  |  |                  |                  |  |  |             |             |  |  |       |       |
|  | Mejor Tercer Lugar A1/A2         |                                  |  |  |                  |                  |  |  |             |             |  |  |       |       |
|  | Ganador llave'1 Octavos de Final |                                  |  |  |                  |                  |  |  |             |             |  |  |       |       |
|  |                                  |                                  |  |  |                  |                  |  |  |             |             |  |  |       |       |
|  |                                  | Ganador llave'2 Octavos de Final |  |  |                  |                  |  |  |             |             |  |  |       |       |
|  | Mejor 2 Grupo B/D-1              |                                  |  |  |                  |                  |  |  |             |             |  |  |       |       |
|  |                                  |                                  |  |  |                  |                  |  |  |             |             |  |  |       |       |
|  | Peor 2 Grupo A-1/A-2             |                                  |  |  |                  |                  |  |  |             |             |  |  |       |       |
|  | Ganador llave'1 Cuartos de Final |                                  |  |  |                  |                  |  |  |             |             |  |  |       |       |
|  |                                  |                                  |  |  |                  |                  |  |  |             |             |  |  |       |       |
|  |                                  | Ganador llave'2 Cuartos de Final |  |  |                  |                  |  |  |             |             |  |  |       |       |
|  | Mejor 1 Grupo B/D-1              |                                  |  |  |                  |                  |  |  |             |             |  |  |       |       |
|  |                                  |                                  |  |  |                  |                  |  |  |             |             |  |  |       |       |
|  | 3 Grupo C                        |                                  |  |  |                  |                  |  |  |             |             |  |  |       |       |
|  | Ganador llave'3 Octavos de Final |                                  |  |  |                  |                  |  |  |             |             |  |  |       |       |
|  |                                  |                                  |  |  |                  |                  |  |  |             |             |  |  |       |       |
|  |                                  | Ganador llave'4 Octavos de Final |  |  |                  |                  |  |  |             |             |  |  |       |       |
|  | Peor 1 Grupo A-1/A-2             |                                  |  |  |                  |                  |  |  |             |             |  |  |       |       |
|  |                                  |                                  |  |  |                  |                  |  |  |             |             |  |  |       |       |
|  | 2 Grupo D-2                      |                                  |  |  |                  |                  |  |  |             |             |  |  |       |       |
|  | Ganador llave'1 Semifinales      |                                  |  |  |                  |                  |  |  |             |             |  |  |       |       |
|  |                                  |                                  |  |  |                  |                  |  |  |             |             |  |  |       |       |
|  |                                  | Ganador llave'2 Semifinales      |  |  |                  |                  |  |  |             |             |  |  |       |       |
|  | 1 Grupo C                        |                                  |  |  |                  |                  |  |  |             |             |  |  |       |       |
|  |                                  |                                  |  |  |                  |                  |  |  |             |             |  |  |       |       |
|  | Mejor 3 del Grupo B/D-1          |                                  |  |  |                  |                  |  |  |             |             |  |  |       |       |
|  | Ganador llave'5 Octavos de Final |                                  |  |  |                  |                  |  |  |             |             |  |  |       |       |
|  |                                  |                                  |  |  |                  |                  |  |  |             |             |  |  |       |       |
|  |                                  | Ganador llave'6 Octavos de Final |  |  |                  |                  |  |  |             |             |  |  |       |       |
|  | Mejor 2 Grupo A-1/A-2            |                                  |  |  |                  |                  |  |  |             |             |  |  |       |       |
|  |                                  |                                  |  |  |                  |                  |  |  |             |             |  |  |       |       |
|  | Peor 2 Grupo B/D-1               |                                  |  |  |                  |                  |  |  |             |             |  |  |       |       |
|  | Ganador llave'3 Cuartos de Final |                                  |  |  |                  |                  |  |  |             |             |  |  |       |       |
|  |                                  |                                  |  |  |                  |                  |  |  |             |             |  |  |       |       |
|  |                                  | Ganador llave'4 Cuartos de Final |  |  |                  |                  |  |  |             |             |  |  |       |       |
|  | Mejor 1 Grupo A-1/A-2            |                                  |  |  |                  |                  |  |  |             |             |  |  |       |       |
|  |                                  |                                  |  |  |                  |                  |  |  |             |             |  |  |       |       |
|  | 3 del Grupo D-2                  |                                  |  |  |                  |                  |  |  |             |             |  |  |       |       |
|  | Ganador llave'7 Octavos de Final |                                  |  |  |                  |                  |  |  |             |             |  |  |       |       |
|  |                                  |                                  |  |  |                  |                  |  |  |             |             |  |  |       |       |
|  |                                  | Ganador llave'8 Octavos de Final |  |  |                  |                  |  |  |             |             |  |  |       |       |
|  | Peor 1 Grupo B/D-1               |                                  |  |  |                  |                  |  |  |             |             |  |  |       |       |
|  |                                  |                                  |  |  |                  |                  |  |  |             |             |  |  |       |       |
|  | 2 Grupo C                        |                                  |  |  |                  |                  |  |  |             |             |  |  |       |       |
|  |                                  |                                  |  |  |                  |                  |  |  |             |             |  |  |       |       |

Cada uno de estos 16 equipos se enfrentarán en dos partidos (ida y vuelta) Cerrando en casa el mejor equipo ubicado en la tabla.
El que logre anotar el mayor número de goles obtendrá un cupo en los «cuartos de final». De existir empate en el número de puntos y de goles anotados, clasifica el mejor ubicado en la tabla general del torneo. 
Para la fase de cuartos de final se enfrentarán los 8 equipos ganadores de los octavos de final en 2 partidos (ida y vuelta). Cerrando en casa el mejor equipo ubicado en la tabla general.
El que logre anotar el mayor número de goles obtendrá un cupo en las «semifinales». De existir empate en el número de puntos y de goles anotados, se jugarán 2 tiempos extras de 15 minutos cada uno y de persistir el empate,se jugará una tanda de penales hasta que haya un clasificado. 
Para la fase de semifinales se enfrentaran los 4 equipos ganadores de los cuartos de final en 2 partidos (ida y vuelta). La localía para el partido de vuelta se decidirá mediante un sorteo realizado por la Liga de Ascenso. Pasa a la «final» el equipo que logre anotar el mayor número de goles. De persistir un empate en la diferencia de goles y número de puntos, se jugarán 2 tiempos extra de 15 minutos cada uno, y de seguir el empate se decidirá a través de una tanda de penales hasta que haya un ganador.
Disputarán el título de Campeón del Torneo de Clausura 2023 los dos clubes vencedores de la fase semifinal correspondiente. La localía en el partido de vuelta se definirá mediante un sorteo realizado por la liga de ascenso. 
El campeón será el equipo que logre anotar el mayor número de goles. De persistir el empate en la diferencia de goles. Se jugarán 2 tiempos extra de 15 minutos cada uno. Y de persistir el empate se jugará una tanda de penales para definir al Campeón. 
Juticalpa FC el campeón del (Apertura 2022) y Jugará La Final de Ascenso a la Liga Nacional contra el Génesis el campeón del (Clausura 2023) a partidos de ida y vuelta.

## Equipos participantes

### Campeonato de Ascenso

#### Grupo A-1
| Equipo        | Ciudad              | Estadio                          | Capacidad |
| ------------- | ------------------- | -------------------------------- | --------- |
| Boca Juniors  | Tocoa, Colón        | Estadio Francisco Martínez Durón | 6,000     |
| F.C. Alvarado | La Ceiba, Atlántida | Estadio Ceibeño                  | 18,000    |
| Social Sol    | Olanchito, Yoro     | Estadio San Jorge                | 7,000     |
| Sabá F.C.     | Sabá, Colón         | Estadio Municipal de Sabá        | 1,500     |
| Yoro F.C.     | Yoro, Yoro          | Estadio Olímpico Yoreño          | 2,000     |

#### Grupo A-2
| Equipo          | Ciudad                     | Estadio                    | Capacidad |
| --------------- | -------------------------- | -------------------------- | --------- |
| Santa Rosa F.C. | La Masica, Atlántida       | Estadio Masiqueño          | 2,000     |
| Atlético Junior | El Negrito, Yoro           | Gonzalo Maldonado          | 1,000     |
| San José Clash  | San Juan Pueblo, Atlántida | Estadio Carlos Calderón    | 2,300     |
| Tela F.C.       | Tela, Atlántida            | Estadio Alfredo León Gómez | 5,000     |
| Oro Verde F.C.  | Santa Rita, Yoro           | Estadio Leonel Espinoza    | 1,500     |

#### Grupo B
| Equipo            | Ciudad                       | Estadio                        | Capacidad |
| ----------------- | ---------------------------- | ------------------------------ | --------- |
| Real Juventud     | Santa Bárbara, Santa Bárbara | Estadio Argelio Sabillón       | 5,000     |
| San Juan          | Quimistán, Santa Bárbara     | Estadio Domingo Ortega         | 3,000     |
| León de Occidente | La Entrada, Copán            | Estadio Las Alsacias           | 1,000     |
| Deportes Savio    | La Unión, Copán              | Estadio Municipal de La Unión  | 1,000     |
| Pumas F.C.        | Las Vegas, Santa Bárbara     | Estadio Municipal de Las Vegas | 2,500     |

#### Grupo C
| Equipo                 | Ciudad                  | Estadio                        | Capacidad |
| ---------------------- | ----------------------- | ------------------------------ | --------- |
| Platense               | Puerto Cortés, Cortés   | Estadio Excelsior              | 10,000    |
| C.D. Choloma           | Choloma, Cortés         | Estadio Rubén Deras            | 3,000     |
| Parrillas One          | La Lima, Cortés         | Estadio Luis Girón             | 11,000    |
| Lone F.C.              | San Pedro Sula, Cortés  | Estadio Olímpico Metropolitano | 40,000    |
| Villanueva F.C.        | Villanueva, Cortés      | Estadio José Adrián Cruz       | 2,000     |
| Atlético Independiente | Siguatepeque, Comayagua | Estadio Roberto Martínez Ávila | 4,000     |

#### Grupo D-1
| Equipo               | Ciudad                     | Estadio                        | Capacidad |
| -------------------- | -------------------------- | ------------------------------ | --------- |
| Génesis de Comayagua | Comayagua, Comayagua       | Estadio Carlos Miranda         | 10,000    |
| AFFI Academia        | Choluteca, Choluteca       | Estadio Emilio Williams Agasse | 8,000     |
| Inter                | El Triunfo, Choluteca      | Estadio Sinaí                  | 2,000     |
| Broncos              | Choluteca, Choluteca       | Estadio Emilio Williams Agasse | 8,000     |
| F.C. Buenaventura    | Ojojona, Francisco Morazán | Estadio Emilio Larach          | 1,000     |

#### Grupo D-2
| Equipo         | Ciudad                         | Estadio                         | Capacidad |
| -------------- | ------------------------------ | ------------------------------- | --------- |
| Juticalpa F.C. | Juticalpa, Olancho             | Estadio Juan Ramón Brevé        | 20,000    |
| Estrella Roja  | Danlí, El Paraíso              | Estadio Marcelo Tinoco          | 5,000     |
| Arsenal Sao    | Cantarranas, Francisco Morazán | Estadio Francisco Gaitán Agüero | 1,000     |
| Gimnástico     | Tegucigalpa, Francisco Morazán | Estadio Emilio Larach           | 1,000     |
| San Rafael     | El Pedernal, Francisco Morazán | Estadio Maturave El Pedernal    | 500       |
| Meluca F.C.    | Campamento, Olancho            | Estadio Cornelio Santos         | 2,000     |

## Grupo A-1

### Tabla General
| Pos. | Equipo        | Pts. | PJ | G | E | P | GF | GC | Dif. | Clasificación                |
| ---- | ------------- | ---- | -- | - | - | - | -- | -- | ---- | ---------------------------- |
| 1    | Boca Juniors  | 16   | 8  | 4 | 4 | 0 | 15 | 4  | +11  | Octavos de final             |
| 2    | Social Sol    | 14   | 8  | 4 | 2 | 2 | 5  | 5  | 0    | Octavos de final             |
| 3    | Yoro FC       | 13   | 8  | 4 | 1 | 3 | 8  | 9  | −1   |                              |
| 4    | Sabá FC       | 6    | 8  | 1 | 3 | 4 | 4  | 7  | −3   |                              |
| 5    | F.C. Alvarado | 5    | 8  | 1 | 2 | 5 | 7  | 14 | −7   | Ultimo Lugar Tabla Acumulada |

Actualizado a los partidos jugados el 15 de abril de 2023.
 Fuente: Vip Deportes

### Tabla Acumulada
| Pos. | Equipo        | Pts. | PJ | G | E | P | GF | GC | Dif. | Clasificación              |
| ---- | ------------- | ---- | -- | - | - | - | -- | -- | ---- | -------------------------- |
| 1    | Social Sol    | 30   | 16 | 9 | 3 | 4 | 18 | 15 | +3   |                            |
| 2    | Boca Juniors  | 24   | 16 | 5 | 9 | 2 | 23 | 12 | +11  |                            |
| 3    | Yoro FC       | 23   | 16 | 6 | 5 | 5 | 19 | 21 | −2   |                            |
| 4    | Sabá FC       | 18   | 16 | 4 | 6 | 6 | 12 | 15 | −3   |                            |
| 5    | F.C. Alvarado | 11   | 16 | 2 | 5 | 9 | 13 | 22 | −9   | Playoff por el No Descenso |

Actualizado a los partidos jugados el 15 de abril de 2023.
 Fuente: Vip Deportes

### Resultados
| Jornada 1         | Jornada 1 | Jornada 1    | Jornada 1         | Jornada 1     | Jornada 1 |
| Local             | Resultado | Visitante    | Estadio           | Fecha         | Hora      |
| ----------------- | --------- | ------------ | ----------------- | ------------- | --------- |
| F.C. Alvarado     | 2 - 4     | Boca Juniors | Ceibeño           | 12 de febrero | 15:00     |
| Sabá F.C.         | 1 - 0     | Yoro F.C.    | Municipal de Sabá | 12 de febrero | 15:00     |
| Total de goles: 7 |           |              |                   |               |           |

| Jornada 2         | Jornada 2 | Jornada 2     | Jornada 2          | Jornada 2     | Jornada 2 |
| Local             | Resultado | Visitante     | Estadio            | Fecha         | Hora      |
| ----------------- | --------- | ------------- | ------------------ | ------------- | --------- |
| Yoro F.C.         | 3 - 1     | F.C. Alvarado | Olímpico Yoreño    | 18 de febrero | 19:00     |
| Boca Juniors      | 4 - 0     | Social Sol    | Francisco Martínez | 19 de febrero | 15:00     |
| Total de goles: 8 |           |               |                    |               |           |

| Jornada 3         | Jornada 3 | Jornada 3 | Jornada 3 | Jornada 3     | Jornada 3 |
| Local             | Resultado | Visitante | Estadio   | Fecha         | Hora      |
| ----------------- | --------- | --------- | --------- | ------------- | --------- |
| F.C. Alvarado     | 1 - 1     | Sabá F.C. | Ceibeño   | 25 de febrero | 15:00     |
| Social Sol        | 0 - 1     | Yoro F.C. | San Jorge | 26 de febrero | 15:00     |
| Total de goles: 3 |           |           |           |               |           |

| Jornada 4         | Jornada 4 | Jornada 4  | Jornada 4          | Jornada 4  | Jornada 4 |
| Local             | Resultado | Visitante  | Estadio            | Fecha      | Hora      |
| ----------------- | --------- | ---------- | ------------------ | ---------- | --------- |
| Boca Juniors      | 1 - 1     | Sabá F.C.  | Francisco Martínez | 5 de marzo | 15:00     |
| F.C Alvarado      | 0 - 2     | Social Sol | Ceibeño            | 5 de marzo | 15:00     |
| Total de goles: 4 |           |            |                    |            |           |

| Jornada 5         | Jornada 5 | Jornada 5    | Jornada 5         | Jornada 5   | Jornada 5 |
| Local             | Resultado | Visitante    | Estadio           | Fecha       | Hora      |
| ----------------- | --------- | ------------ | ----------------- | ----------- | --------- |
| Yoro F.C.         | 0 - 4     | Boca Juniors | Olímpico Yoreño   | 11 de marzo | 19:00     |
| Sabá F.C.         | 0 - 1     | Social Sol   | Municipal de Sabá | 12 de marzo | 15:00     |
| Total de goles: 5 |           |              |                   |             |           |

| Jornada 6         | Jornada 6 | Jornada 6     | Jornada 6          | Jornada 6   | Jornada 6 |
| Local             | Resultado | Visitante     | Estadio            | Fecha       | Hora      |
| ----------------- | --------- | ------------- | ------------------ | ----------- | --------- |
| Yoro F.C.         | 2 - 1     | Sabá F.C.     | Olímpico Yoreño    | 18 de marzo | 19:00     |
| Boca Juniors      | 2 - 1     | F.C. Alvarado | Francisco Martínez | 18 de marzo | 19:00     |
| Total de goles: 6 |           |               |                    |             |           |

| Jornada 7         | Jornada 7 | Jornada 7    | Jornada 7 | Jornada 7   | Jornada 7 |
| Local             | Resultado | Visitante    | Estadio   | Fecha       | Hora      |
| ----------------- | --------- | ------------ | --------- | ----------- | --------- |
| F.C. Alvarado     | 1 - 2     | Yoro F.C.    | Ceibeño   | 25 de marzo | 15:00     |
| Social Sol        | 0 - 0     | Boca Juniors | San Jorge | 25 de marzo | 19:00     |
| Total de goles: 3 |           |              |           |             |           |

| Jornada 8         | Jornada 8 | Jornada 8     | Jornada 8         | Jornada 8  | Jornada 8 |
| Local             | Resultado | Visitante     | Estadio           | Fecha      | Hora      |
| ----------------- | --------- | ------------- | ----------------- | ---------- | --------- |
| Yoro F.C.         | 0 - 1     | Social Sol    | Olímpico Yoreño   | 1 de abril | 19:00     |
| Sabá F.C.         | 0 - 1     | F.C. Alvarado | Municipal de Sabá | 2 de abril | 15:30     |
| Total de goles: 2 |           |               |                   |            |           |

| Jornada 9         | Jornada 9 | Jornada 9     | Jornada 9         | Jornada 9  | Jornada 9 |
| Local             | Resultado | Visitante     | Estadio           | Fecha      | Hora      |
| ----------------- | --------- | ------------- | ----------------- | ---------- | --------- |
| Social Sol        | 0 - 0     | F.C. Alvarado | San Jorge         | 5 de abril | 19:00     |
| Sabá F.C.         | 0 - 0     | Boca Juniors  | Municipal de Sabá | 9 de abril | 15:00     |
| Total de goles: 0 |           |               |                   |            |           |

| Jornada 10        | Jornada 10 | Jornada 10 | Jornada 10         | Jornada 10  | Jornada 10 |
| Local             | Resultado  | Visitante  | Estadio            | Fecha       | Hora       |
| ----------------- | ---------- | ---------- | ------------------ | ----------- | ---------- |
| Boca Juniors      | 0 - 0      | Yoro F.C.  | Francisco Martínez | 15 de abril | 15:00      |
| Social Sol        | 1 - 0      | Sabá F.C.  | San Jorge          | 15 de abril | 15:00      |
| Total de goles: 1 |            |            |                    |             |            |

## Grupo A-2

### Tabla General
| Pos. | Equipo          | Pts. | PJ | G | E | P | GF | GC | Dif. | Clasificación                |
| ---- | --------------- | ---- | -- | - | - | - | -- | -- | ---- | ---------------------------- |
| 1    | Oro Verde       | 16   | 8  | 4 | 4 | 0 | 13 | 9  | +4   | Octavos de final             |
| 2    | Tela F.C.       | 15   | 8  | 4 | 3 | 1 | 11 | 6  | +5   | Octavos de final             |
| 3    | Atlético Junior | 13   | 8  | 3 | 4 | 1 | 14 | 10 | +4   | Octavos de final             |
| 4    | San José Clash  | 4    | 8  | 0 | 4 | 4 | 7  | 12 | −5   | Ultimo Lugar Tabla Acumulada |
| 5    | Santa Rosa F.C. | 4    | 8  | 1 | 1 | 6 | 11 | 18 | −7   |                              |

Actualizado a los partidos jugados el 15 de abril de 2023.
 Fuente: Vip Deportes

### Tabla Acumulada
| Pos. | Equipo          | Pts. | PJ | G | E | P | GF | GC | Dif. | Clasificación              |
| ---- | --------------- | ---- | -- | - | - | - | -- | -- | ---- | -------------------------- |
| 1    | Oro Verde       | 27   | 16 | 7 | 6 | 3 | 26 | 21 | +5   |                            |
| 2    | Atlético Junior | 23   | 16 | 6 | 5 | 5 | 24 | 21 | +3   |                            |
| 3    | Santa Rosa F.C. | 22   | 16 | 7 | 1 | 8 | 25 | 28 | −3   |                            |
| 4    | Tela F.C.       | 24   | 16 | 7 | 3 | 6 | 25 | 24 | +1   |                            |
| 5    | San José Clash  | 14   | 16 | 3 | 5 | 8 | 21 | 27 | −6   | Playoff por el No Descenso |

Actualizado a los partidos jugados el 15 de abril de 2023.
 Fuente: Vip Deportes

### Resultados
| Jornada 1         | Jornada 1 | Jornada 1      | Jornada 1         | Jornada 1     | Jornada 1 |
| Local             | Resultado | Visitante      | Estadio           | Fecha         | Hora      |
| ----------------- | --------- | -------------- | ----------------- | ------------- | --------- |
| Atlético Junior   | 2 - 2     | Tela F.C.      | Gonzalo Maldonado | 11 de febrero | 15:00     |
| Santa Rosa F.C.   | 2 - 1     | San José Clash | Masiqueño         | 12 de febrero | 15:00     |
| Total de goles: 7 |           |                |                   |               |           |

| Jornada 2         | Jornada 2 | Jornada 2       | Jornada 2          | Jornada 2     | Jornada 2 |
| Local             | Resultado | Visitante       | Estadio            | Fecha         | Hora      |
| ----------------- | --------- | --------------- | ------------------ | ------------- | --------- |
| San José Clash    | 2 - 2     | Oro Verde       | Carlos Calderón    | 18 de febrero | 15:00     |
| Tela F.C.         | 3 - 1     | Santa Rosa F.C. | Alfredo León Gómez | 19 de febrero | 15:00     |
| Total de goles: 8 |           |                 |                    |               |           |

| Jornada 3         | Jornada 3 | Jornada 3       | Jornada 3       | Jornada 3     | Jornada 3 |
| Local             | Resultado | Visitante       | Estadio         | Fecha         | Hora      |
| ----------------- | --------- | --------------- | --------------- | ------------- | --------- |
| Oro Verde         | 1 - 0     | Tela F.C.       | Leonel Espinoza | 26 de febrero | 15:00     |
| Santa Rosa F.C.   | 3 - 4     | Atlético Junior | Masiqueño       | 26 de febrero | 15:00     |
| Total de goles: 8 |           |                 |                 |               |           |

| Jornada 4         | Jornada 4 | Jornada 4       | Jornada 4       | Jornada 4  | Jornada 4 |
| Local             | Resultado | Visitante       | Estadio         | Fecha      | Hora      |
| ----------------- | --------- | --------------- | --------------- | ---------- | --------- |
| San José Clash    | 0 - 0     | Atlético Junior | Carlos Calderón | 4 de marzo | 18:00     |
| Santa Rosa F.C.   | 0 - 1     | Oro Verde       | Masiqueño       | 5 de marzo | 15:00     |
| Total de goles: 1 |           |                 |                 |            |           |

| Jornada 5         | Jornada 5 | Jornada 5      | Jornada 5          | Jornada 5   | Jornada 5 |
| Local             | Resultado | Visitante      | Estadio            | Fecha       | Hora      |
| ----------------- | --------- | -------------- | ------------------ | ----------- | --------- |
| Atlético Junior   | 3 - 4     | Oro Verde      | Gonzalo Maldonado  | 11 de marzo | 15:00     |
| Tela F.C.         | 1 - 0     | San José Clash | Alfredo León Gómez | 12 de marzo | 15:00     |
| Total de goles: 8 |           |                |                    |             |           |

| Jornada 6         | Jornada 6 | Jornada 6       | Jornada 6          | Jornada 6   | Jornada 6 |
| Local             | Resultado | Visitante       | Estadio            | Fecha       | Hora      |
| ----------------- | --------- | --------------- | ------------------ | ----------- | --------- |
| San José Clash    | 3 - 3     | Santa Rosa F.C. | Carlos Calderón    | 18 de marzo | 16:00     |
| Tela F.C.         | 0 - 0     | Atlético Junior | Alfredo León Gómez | 19 de marzo | 15:00     |
| Total de goles: 6 |           |                 |                    |             |           |

| Jornada 7         | Jornada 7 | Jornada 7      | Jornada 7       | Jornada 7   | Jornada 7 |
| Local             | Resultado | Visitante      | Estadio         | Fecha       | Hora      |
| ----------------- | --------- | -------------- | --------------- | ----------- | --------- |
| Santa Rosa F.C.   | 1 - 2     | Tela F.C.      | Masiqueño       | 26 de marzo | 15:00     |
| Oro Verde         | 1 - 1     | San José Clash | Leonel Espinoza | 26 de marzo | 15:30     |
| Total de goles: 5 |           |                |                 |             |           |

| Jornada 8         | Jornada 8 | Jornada 8       | Jornada 8          | Jornada 8  | Jornada 8 |
| Local             | Resultado | Visitante       | Estadio            | Fecha      | Hora      |
| ----------------- | --------- | --------------- | ------------------ | ---------- | --------- |
| Atlético Junior   | 2 - 0     | Santa Rosa F.C. | Gonzalo Maldonado  | 1 de abril | 15:00     |
| Tela F.C.         | 1 - 1     | Oro Verde       | Alfredo León Gómez | 1 de abril | 15:30     |
| Total de goles: 4 |           |                 |                    |            |           |

| Jornada 9         | Jornada 9 | Jornada 9       | Jornada 9         | Jornada 9  | Jornada 9 |
| Local             | Resultado | Visitante       | Estadio           | Fecha      | Hora      |
| ----------------- | --------- | --------------- | ----------------- | ---------- | --------- |
| Atlético Junior   | 2 - 0     | San José Clash  | Gonzalo Maldonado | 8 de abril | 15:00     |
| Oro Verde         | 2 - 1     | Santa Rosa F.C. | Leonel Espinoza   | 8 de abril | 17:00     |
| Total de goles: 5 |           |                 |                   |            |           |

| Jornada 10        | Jornada 10 | Jornada 10      | Jornada 10      | Jornada 10  | Jornada 10 |
| Local             | Resultado  | Visitante       | Estadio         | Fecha       | Hora       |
| ----------------- | ---------- | --------------- | --------------- | ----------- | ---------- |
| Oro Verde         | 1 - 1      | Atlético Junior | Leonel Espinoza | 15 de abril | 15:00      |
| San José Clash    | 0 - 2      | Tela F.C.       | Carlos Calderón | 15 de abril | 15:00      |
| Total de goles: 4 |            |                 |                 |             |            |

## Grupo B

### Tabla General
| Pos. | Equipo            | Pts. | PJ | G | E | P | GF | GC | Dif. | Clasificación                |
| ---- | ----------------- | ---- | -- | - | - | - | -- | -- | ---- | ---------------------------- |
| 1    | Pumas F.C.        | 16   | 8  | 5 | 1 | 2 | 11 | 8  | +3   | Octavos de final             |
| 2    | Deportes Savio    | 11   | 8  | 3 | 2 | 3 | 10 | 7  | +3   | Ultimo Lugar Tabla Acumulada |
| 3    | Real Juventud     | 11   | 8  | 3 | 2 | 3 | 10 | 11 | −1   | Octavos de final             |
| 4    | San Juan Huracán  | 9    | 8  | 2 | 3 | 3 | 9  | 11 | −2   | Octavos de final             |
| 5    | León de Occidente | 9    | 8  | 3 | 0 | 5 | 11 | 14 | −3   |                              |

Actualizado a los partidos jugados el 15 de abril de 2023.
 Fuente: Vip Deportes

### Tabla Acumulada
| Pos. | Equipo            | Pts. | PJ | G | E | P | GF | GC | Dif. | Clasificación              |
| ---- | ----------------- | ---- | -- | - | - | - | -- | -- | ---- | -------------------------- |
| 1    | Real Juventud     | 27   | 16 | 7 | 6 | 3 | 31 | 24 | +7   |                            |
| 2    | San Juan          | 23   | 16 | 6 | 5 | 5 | 23 | 21 | +2   |                            |
| 3    | Pumas F.C.        | 23   | 16 | 7 | 2 | 7 | 22 | 21 | +1   |                            |
| 4    | León de Occidente | 19   | 16 | 6 | 1 | 9 | 22 | 26 | −4   |                            |
| 5    | Deportes Savio    | 19   | 16 | 5 | 4 | 7 | 20 | 25 | −5   | Playoff por el No Descenso |

Actualizado a los partidos jugados el 15 de abril de 2023.
 Fuente: Vip Deportes

### Resultados
| Jornada 1         | Jornada 1 | Jornada 1         | Jornada 1              | Jornada 1     | Jornada 1 |
| Local             | Resultado | Visitante         | Estadio                | Fecha         | Hora      |
| ----------------- | --------- | ----------------- | ---------------------- | ------------- | --------- |
| Pumas F.C.        | 1 - 0     | León de Occidente | Municipal de Las Vegas | 11 de febrero | 17:00     |
| San Juan          | 1 - 0     | Deportes Savio    | Domingo Ortega         | 12 de febrero | 15:00     |
| Total de goles: 2 |           |                   |                        |               |           |

| Jornada 2         | Jornada 2 | Jornada 2     | Jornada 2             | Jornada 2     | Jornada 2 |
| Local             | Resultado | Visitante     | Estadio               | Fecha         | Hora      |
| ----------------- | --------- | ------------- | --------------------- | ------------- | --------- |
| León de Occidente | 2 - 1     | San Juan      | Las Alsacias          | 18 de febrero | 15:00     |
| Deportes Savio    | 1 - 2     | Real Juventud | Municipal de La Unión | 19 de febrero | 14:00     |
| Total de goles: 6 |           |               |                       |               |           |

| Jornada 3         | Jornada 3 | Jornada 3         | Jornada 3        | Jornada 3     | Jornada 3 |
| Local             | Resultado | Visitante         | Estadio          | Fecha         | Hora      |
| ----------------- | --------- | ----------------- | ---------------- | ------------- | --------- |
| Real Juventud     | 1 - 0     | León de Occidente | Argelio Sabillón | 24 de febrero | 19:30     |
| San Juan          | 1 - 1     | Pumas F.C.        | Domingo Ortega   | 26 de febrero | 15:00     |
| Total de goles: 3 |           |                   |                  |               |           |

| Jornada 4         | Jornada 4 | Jornada 4     | Jornada 4             | Jornada 4  | Jornada 4 |
| Local             | Resultado | Visitante     | Estadio               | Fecha      | Hora      |
| ----------------- | --------- | ------------- | --------------------- | ---------- | --------- |
| Deportes Savio    | 2 - 0     | Pumas F.C.    | Municipal de La Unión | 5 de marzo | 14:00     |
| San Juan          | 1 - 0     | Real Juventud | Domingo Ortega        | 5 de marzo | 15:00     |
| Total de goles: 3 |           |               |                       |            |           |

| Jornada 5         | Jornada 5 | Jornada 5      | Jornada 5              | Jornada 5   | Jornada 5 |
| Local             | Resultado | Visitante      | Estadio                | Fecha       | Hora      |
| ----------------- | --------- | -------------- | ---------------------- | ----------- | --------- |
| León de Occidente | 0 - 2     | Deportes Savio | Las Alsacias           | 11 de marzo | 15:00     |
| Pumas F.C.        | 2 - 1     | Real Juventud  | Municipal de Las Vegas | 11 de marzo | 17:00     |
| Total de goles: 5 |           |                |                        |             |           |

| Jornada 6         | Jornada 6 | Jornada 6  | Jornada 6             | Jornada 6   | Jornada 6 |
| Local             | Resultado | Visitante  | Estadio               | Fecha       | Hora      |
| ----------------- | --------- | ---------- | --------------------- | ----------- | --------- |
| León de Occidente | 2 - 3     | Pumas F.C. | Las Alsacias          | 19 de marzo | 14:00     |
| Deportes Savio    | 1 - 1     | San Juan   | Municipal de La Unión | 19 de marzo | 14:00     |
| Total de goles: 7 |           |            |                       |             |           |

| Jornada 7         | Jornada 7 | Jornada 7         | Jornada 7        | Jornada 7   | Jornada 7 |
| Local             | Resultado | Visitante         | Estadio          | Fecha       | Hora      |
| ----------------- | --------- | ----------------- | ---------------- | ----------- | --------- |
| Real Juventud     | 1 - 1     | Deportes Savio    | Argelio Sabillón | 24 de marzo | 19:30     |
| San Juan          | 2 - 3     | León de Occidente | Domingo Ortega   | 26 de marzo | 15:00     |
| Total de goles: 7 |           |                   |                  |             |           |

| Jornada 8         | Jornada 8 | Jornada 8     | Jornada 8              | Jornada 8  | Jornada 8 |
| Local             | Resultado | Visitante     | Estadio                | Fecha      | Hora      |
| ----------------- | --------- | ------------- | ---------------------- | ---------- | --------- |
| León de Occidente | 4 - 2     | Real Juventud | Las Alsacias           | 1 de abril | 15:00     |
| Pumas F.C.        | 2 - 0     | San Juan      | Municipal de Las Vegas | 1 de abril | 17:00     |
| Total de goles: 8 |           |               |                        |            |           |

| Jornada 9         | Jornada 9 | Jornada 9      | Jornada 9              | Jornada 9  | Jornada 9 |
| Local             | Resultado | Visitante      | Estadio                | Fecha      | Hora      |
| ----------------- | --------- | -------------- | ---------------------- | ---------- | --------- |
| Real Juventud     | 2 - 2     | San Juan       | Argelio Sabillón       | 5 de abril | 19:30     |
| Pumas F.C.        | 2 - 1     | Deportes Savio | Municipal de Las Vegas | 8 de abril | 18:00     |
| Total de goles: 7 |           |                |                        |            |           |

| Jornada 10        | Jornada 10 | Jornada 10        | Jornada 10            | Jornada 10  | Jornada 10 |
| Local             | Resultado  | Visitante         | Estadio               | Fecha       | Hora       |
| ----------------- | ---------- | ----------------- | --------------------- | ----------- | ---------- |
| Deportes Savio    | 2 - 0      | León de Occidente | Municipal de La Unión | 15 de abril | 15:00      |
| Real Juventud     | 1 - 0      | Pumas F.C.        | Argelio Sabillón      | 15 de abril | 15:00      |
| Total de goles: 3 |            |                   |                       |             |            |

## Grupo D-1

### Tabla General
| Pos. | Equipo            | Pts. | PJ | G | E | P | GF | GC | Dif. | Clasificación                |
| ---- | ----------------- | ---- | -- | - | - | - | -- | -- | ---- | ---------------------------- |
| 1    | Génesis           | 16   | 8  | 5 | 1 | 2 | 18 | 9  | +9   | Octavos de final             |
| 2    | Inter             | 14   | 8  | 4 | 2 | 2 | 11 | 9  | +2   | Octavos de final             |
| 3    | F.C. Buenaventura | 10   | 8  | 3 | 1 | 4 | 11 | 16 | −5   | Ultimo Lugar Tabla Acumulada |
| 4    | AFFI Academia     | 8    | 8  | 2 | 2 | 4 | 7  | 10 | −3   |                              |
| 5    | Broncos           | 7    | 8  | 1 | 4 | 3 | 11 | 14 | −3   |                              |

Actualizado a los partidos jugados el 17 de abril de 2023.
 Fuente: Vip Deportes

### Tabla Acumulada
| Pos. | Equipo            | Pts. | PJ | G  | E | P  | GF | GC | Dif. | Clasificación              |
| ---- | ----------------- | ---- | -- | -- | - | -- | -- | -- | ---- | -------------------------- |
| 1    | Génesis           | 33   | 16 | 10 | 3 | 3  | 31 | 14 | +17  |                            |
| 2    | Inter             | 29   | 16 | 9  | 2 | 5  | 30 | 15 | +15  |                            |
| 3    | Broncos           | 23   | 16 | 6  | 5 | 5  | 24 | 18 | +6   |                            |
| 4    | AFFI Academia     | 18   | 16 | 5  | 3 | 8  | 15 | 19 | −4   |                            |
| 5    | F.C. Buenaventura | 10   | 16 | 3  | 1 | 12 | 14 | 47 | −33  | Playoff por el No Descenso |

Actualizado a los partidos jugados el 17 de abril de 2023.
 Fuente: Vip Deportes

### Resultados
| Jornada 1         | Jornada 1 | Jornada 1 | Jornada 1       | Jornada 1     | Jornada 1 |
| Local             | Resultado | Visitante | Estadio         | Fecha         | Hora      |
| ----------------- | --------- | --------- | --------------- | ------------- | --------- |
| AFFI Academia     | 1 - 0     | Génesis   | Emilio Williams | 12 de febrero | 15:00     |
| F.C. Buenaventura | 1 - 0     | Broncos   | Emilio Larach   | 12 de febrero | 16:00     |
| Total de goles: 2 |           |           |                 |               |           |

| Jornada 2         | Jornada 2 | Jornada 2     | Jornada 2       | Jornada 2     | Jornada 2 |
| Local             | Resultado | Visitante     | Estadio         | Fecha         | Hora      |
| ----------------- | --------- | ------------- | --------------- | ------------- | --------- |
| Broncos           | 1 - 1     | AFFI Academia | Emilio Williams | 19 de febrero | 15:30     |
| Génesis           | 3 - 0     | Inter         | Carlos Miranda  | 19 de febrero | 16:00     |
| Total de goles: 5 |           |               |                 |               |           |

| Jornada 3         | Jornada 3 | Jornada 3         | Jornada 3              | Jornada 3     | Jornada 3 |
| Local             | Resultado | Visitante         | Estadio                | Fecha         | Hora      |
| ----------------- | --------- | ----------------- | ---------------------- | ------------- | --------- |
| Inter             | 3 - 1     | Broncos           | Sinaí                  | 24 de febrero | 13:00     |
| AFFI Academia     | 1 - 2     | F.C. Buenaventura | Ángel Augusto Martínez | 24 de febrero | 18:30     |
| Total de goles: 7 |           |                   |                        |               |           |

| Jornada 4         | Jornada 4 | Jornada 4         | Jornada 4       | Jornada 4  | Jornada 4 |
| Local             | Resultado | Visitante         | Estadio         | Fecha      | Hora      |
| ----------------- | --------- | ----------------- | --------------- | ---------- | --------- |
| AFFI Academia     | 2 - 1     | Inter             | Emilio Williams | 4 de marzo | 15:00     |
| Genésis           | 4 - 1     | F.C. Buenaventura | Carlos Miranda  | 5 de marzo | 18:00     |
| Total de goles: 8 |           |                   |                 |            |           |

| Jornada 5         | Jornada 5 | Jornada 5 | Jornada 5       | Jornada 5   | Jornada 5 |
| Local             | Resultado | Visitante | Estadio         | Fecha       | Hora      |
| ----------------- | --------- | --------- | --------------- | ----------- | --------- |
| Broncos           | 4 - 3     | Génesis   | Emilio Williams | 12 de marzo | 15:30     |
| F.C. Buenaventura | 0 - 2     | Inter     | Emilio Larach   | 12 de marzo | 16:00     |
| Total de goles: 9 |           |           |                 |             |           |

| Jornada 6         | Jornada 6 | Jornada 6         | Jornada 6       | Jornada 6   | Jornada 6 |
| Local             | Resultado | Visitante         | Estadio         | Fecha       | Hora      |
| ----------------- | --------- | ----------------- | --------------- | ----------- | --------- |
| Génesis           | 1 - 0     | AFFI Academia     | El Birichiche   | 17 de marzo | 15:30     |
| Broncos           | 1 - 1     | F.C. Buenaventura | Emilio Williams | 19 de marzo | 15:30     |
| Total de goles: 3 |           |                   |                 |             |           |

| Jornada 7         | Jornada 7 | Jornada 7 | Jornada 7       | Jornada 7   | Jornada 7 |
| Local             | Resultado | Visitante | Estadio         | Fecha       | Hora      |
| ----------------- | --------- | --------- | --------------- | ----------- | --------- |
| AFFI Academia     | 1 - 1     | Broncos   | Emilio Williams | 25 de marzo | 19:00     |
| Inter             | 0 - 0     | Génesis   | Sinaí           | 26 de marzo | 13:00     |
| Total de goles: 2 |           |           |                 |             |           |

| Jornada 8         | Jornada 8 | Jornada 8     | Jornada 8       | Jornada 8   | Jornada 8 |
| Local             | Resultado | Visitante     | Estadio         | Fecha       | Hora      |
| ----------------- | --------- | ------------- | --------------- | ----------- | --------- |
| Broncos           | 1 - 1     | Inter         | Emilio Williams | 31 de marzo | 19:00     |
| F.C. Buenaventura | 3 - 1     | AFFI Academia | Cancha UPNFM    | 1 de abril  | 19:00     |
| Total de goles: 6 |           |               |                 |             |           |

| Jornada 9         | Jornada 9 | Jornada 9     | Jornada 9    | Jornada 9  | Jornada 9 |
| Local             | Resultado | Visitante     | Estadio      | Fecha      | Hora      |
| ----------------- | --------- | ------------- | ------------ | ---------- | --------- |
| F.C. Buenaventura | 1 - 4     | Génesis       | Cancha UPNFM | 5 de abril | 18:00     |
| Inter             | 1 - 0     | AFFI Academia | Sinaí        | 9 de abril | 13:00     |
| Total de goles: 6 |           |               |              |            |           |

| Jornada 10         | Jornada 10 | Jornada 10        | Jornada 10     | Jornada 10  | Jornada 10 |
| Local              | Resultado  | Visitante         | Estadio        | Fecha       | Hora       |
| ------------------ | ---------- | ----------------- | -------------- | ----------- | ---------- |
| Inter              | 3 - 2      | F.C. Buenaventura | Sinaí          | 15 de abril | 15:00      |
| Génesis            | 3 - 2      | Broncos           | Carlos Miranda | 17 de abril | 15:00      |
| Total de goles: 10 |            |                   |                |             |            |

## Grupo C

### Tabla General
| Pos. | Equipo                 | Pts. | PJ | G | E | P  | GF | GC | Dif. | Clasificación                |
| ---- | ---------------------- | ---- | -- | - | - | -- | -- | -- | ---- | ---------------------------- |
| 1    | Platense               | 20   | 10 | 6 | 2 | 2  | 23 | 9  | +14  | Octavos de final             |
| 2    | Atlético Independiente | 18   | 10 | 5 | 3 | 2  | 12 | 9  | +3   | Octavos de final             |
| 3    | Lone F.C.              | 17   | 10 | 5 | 2 | 3  | 22 | 14 | +8   | Octavos de final             |
| 4    | Parrillas One          | 17   | 10 | 4 | 5 | 1  | 8  | 4  | +4   |                              |
| 5    | Choloma                | 11   | 10 | 3 | 2 | 5  | 14 | 18 | −4   |                              |
| 6    | Villanueva F.C.        | 0    | 10 | 0 | 0 | 10 | 6  | 31 | −25  | Ultimo Lugar Tabla Acumulada |

Actualizado a los partidos jugados el 15 de abril de 2023.
 Fuente: Vip Deportes

### Tabla Acumulada
| Pos. | Equipo                 | Pts. | PJ | G  | E | P  | GF | GC | Dif. | Clasificación              |
| ---- | ---------------------- | ---- | -- | -- | - | -- | -- | -- | ---- | -------------------------- |
| 1    | Lone F.C.              | 42   | 20 | 13 | 3 | 4  | 47 | 24 | +23  |                            |
| 2    | Platense               | 38   | 20 | 11 | 5 | 4  | 40 | 24 | +16  |                            |
| 3    | Parrillas One          | 33   | 20 | 9  | 6 | 5  | 24 | 12 | +12  |                            |
| 4    | Atlético Independiente | 30   | 20 | 8  | 6 | 6  | 24 | 28 | −4   |                            |
| 5    | Choloma                | 20   | 20 | 5  | 5 | 10 | 27 | 37 | −10  |                            |
| 6    | Villanueva F.C.        | 4    | 20 | 1  | 1 | 18 | 13 | 50 | −37  | Playoff por el No Descenso |

Actualizado a los partidos jugados el 15 de abril de 2023.
 Fuente: Vip Deportes

### Resultados
| Jornada 1         | Jornada 1 | Jornada 1              | Jornada 1              | Jornada 1     | Jornada 1 |
| Local             | Resultado | Visitante              | Estadio                | Fecha         | Hora      |
| ----------------- | --------- | ---------------------- | ---------------------- | ------------- | --------- |
| Lone F.C.         | 4 - 1     | Villanueva F.C.        | Olímpico Metropolitano | 10 de febrero | 18:30     |
| Choloma           | 1 - 3     | Atlético Independiente | Rubén Deras            | 11 de febrero | 19:00     |
| Parrillas One     | 0 - 0     | Platense               | Luis Girón             | 12 de febrero | 15:30     |
| Total de goles: 9 |           |                        |                        |               |           |

| Jornada 2              | Jornada 2 | Jornada 2     | Jornada 2              | Jornada 2     | Jornada 2 |
| Local                  | Resultado | Visitante     | Estadio                | Fecha         | Hora      |
| ---------------------- | --------- | ------------- | ---------------------- | ------------- | --------- |
| Villanueva             | 1 - 3     | Choloma       | José Adrián Cruz       | 18 de febrero | 15:00     |
| Atlético Independiente | 0 - 0     | Parrillas One | Roberto Martínez Ávila | 18 de febrero | 19:30     |
| Platense               | 2 - 1     | Lone F.C.     | Excélsior              | 19 de febrero | 15:00     |
| Total de goles: 7      |           |               |                        |               |           |

| Jornada 3          | Jornada 3 | Jornada 3              | Jornada 3              | Jornada 3     | Jornada 3 |
| Local              | Resultado | Visitante              | Estadio                | Fecha         | Hora      |
| ------------------ | --------- | ---------------------- | ---------------------- | ------------- | --------- |
| Villanueva F.C.    | 2 - 5     | Platense               | José Adrián Cruz       | 25 de febrero | 15:00     |
| Choloma            | 0 - 0     | Parrillas One          | Rubén Deras            | 25 de febrero | 19:00     |
| Lone F.C.          | 5 - 3     | Atlético Independiente | Olímpico Metropolitano | 26 de febrero | 19:00     |
| Total de goles: 15 |           |                        |                        |               |           |

| Jornada 4              | Jornada 4 | Jornada 4       | Jornada 4              | Jornada 4  | Jornada 4 |
| Local                  | Resultado | Visitante       | Estadio                | Fecha      | Hora      |
| ---------------------- | --------- | --------------- | ---------------------- | ---------- | --------- |
| Atlético Independiente | 1 - 0     | Villanueva F.C. | Roberto Martínez Ávila | 3 de marzo | 19:30     |
| Platense               | 1 - 3     | Choloma         | Excélsior              | 5 de marzo | 15:00     |
| Parrillas One          | 1 - 1     | Lone F.C.       | Luis Girón             | 5 de marzo | 15:30     |
| Total de goles: 7      |           |                 |                        |            |           |

| Jornada 5         | Jornada 5 | Jornada 5              | Jornada 5   | Jornada 5   | Jornada 5 |
| Local             | Resultado | Visitante              | Estadio     | Fecha       | Hora      |
| ----------------- | --------- | ---------------------- | ----------- | ----------- | --------- |
| Choloma           | 2 - 2     | Lone F.C.              | Rubén Deras | 11 de marzo | 19:00     |
| Platense          | 0 - 0     | Atlético Independiente | Excélsior   | 12 de marzo | 15:00     |
| Parrillas One     | 1 - 0     | Villanueva F.C.        | Luis Girón  | 12 de marzo | 15:30     |
| Total de goles: 5 |           |                        |             |             |           |

| Jornada 6              | Jornada 6 | Jornada 6     | Jornada 6              | Jornada 6   | Jornada 6 |
| Local                  | Resultado | Visitante     | Estadio                | Fecha       | Hora      |
| ---------------------- | --------- | ------------- | ---------------------- | ----------- | --------- |
| Villanueva F.C.        | 1 - 3     | Lone F.C.     | José Adrián Cruz       | 18 de marzo | 15:30     |
| Atlético Independiente | 2 - 0     | Choloma       | Roberto Martínez Ávila | 18 de marzo | 20:00     |
| Platense               | 3 - 0     | Parrillas One | Excélsior              | 19 de marzo | 17:00     |
| Total de goles: 9      |           |               |                        |             |           |

| Jornada 7         | Jornada 7 | Jornada 7              | Jornada 7              | Jornada 7   | Jornada 7 |
| Local             | Resultado | Visitante              | Estadio                | Fecha       | Hora      |
| ----------------- | --------- | ---------------------- | ---------------------- | ----------- | --------- |
| Parrillas One     | 0 - 0     | Atlético Independiente | Luis Girón             | 25 de marzo | 15:30     |
| Lone F.C.         | 0 - 1     | Platense               | Olímpico Metropolitano | 25 de marzo | 16:00     |
| Choloma           | 3 - 1     | Villanueva F.C.        | Rubén Deras            | 25 de marzo | 19:00     |
| Total de goles: 5 |           |                        |                        |             |           |

| Jornada 8              | Jornada 8 | Jornada 8       | Jornada 8              | Jornada 8  | Jornada 8 |
| Local                  | Resultado | Visitante       | Estadio                | Fecha      | Hora      |
| ---------------------- | --------- | --------------- | ---------------------- | ---------- | --------- |
| Parrillas One          | 1 - 0     | Choloma         | Luis Girón             | 1 de abril | 15:30     |
| Platense               | 7 - 0     | Villanueva F.C. | Excélsior              | 1 de abril | 19:00     |
| Atlético Independiente | 1 - 3     | Lone F.C.       | Roberto Martínez Ávila | 2 de abril | 20:35     |
| Total de goles: 12     |           |                 |                        |            |           |

| Jornada 9         | Jornada 9 | Jornada 9              | Jornada 9         | Jornada 9  | Jornada 9 |
| Local             | Resultado | Visitante              | Estadio           | Fecha      | Hora      |
| ----------------- | --------- | ---------------------- | ----------------- | ---------- | --------- |
| Villanueva F.C.   | 0 - 1     | Atlético Independiente | José Adrián Cruz  | 5 de abril | 10:00     |
| Lone F.C.         | 0 - 2     | Parrillas One          | Francisco Morazán | 5 de abril | 15:30     |
| Choloma           | 2 - 4     | Platense               | Rubén Deras       | 6 de abril | 15:00     |
| Total de goles: 9 |           |                        |                   |            |           |

| Jornada 10             | Jornada 10 | Jornada 10    | Jornada 10             | Jornada 10  | Jornada 10 |
| Local                  | Resultado  | Visitante     | Estadio                | Fecha       | Hora       |
| ---------------------- | ---------- | ------------- | ---------------------- | ----------- | ---------- |
| Lone F.C.              | 3 - 0      | Choloma       | Olímpico Metropolitano | 15 de abril | 15:00      |
| Atlético Independiente | 1 - 0      | Platense      | Roberto Martínez Ávila | 15 de abril | 15:00      |
| Villanueva F.C.        | 0 - 3      | Parrillas One | José Adrián Cruz       | 15 de abril | 15:00      |
| Total de goles: 7      |            |               |                        |             |            |

## Grupo D-2

### Tabla General
| Pos. | Equipo         | Pts. | PJ | G | E | P | GF | GC | Dif. | Clasificación                |
| ---- | -------------- | ---- | -- | - | - | - | -- | -- | ---- | ---------------------------- |
| 1    | Juticalpa F.C. | 25   | 10 | 8 | 1 | 1 | 23 | 14 | +9   | Octavos de final             |
| 2    | Gimnástico     | 16   | 10 | 5 | 1 | 4 | 14 | 12 | +2   | Octavos de final             |
| 3    | San Rafael     | 15   | 10 | 4 | 3 | 3 | 11 | 10 | +1   | Octavos de final             |
| 4    | Estrella Roja  | 11   | 10 | 3 | 2 | 5 | 13 | 15 | −2   | Ultimo Lugar Tabla Acumulada |
| 5    | Arsenal Sao    | 10   | 10 | 3 | 1 | 6 | 10 | 12 | −2   |                              |
| 6    | Meluca F.C.    | 7    | 10 | 1 | 4 | 5 | 9  | 17 | −8   |                              |

Actualizado a los partidos jugados el 15 de abril de 2023.
 Fuente: Vip Deportes

### Tabla Acumulada
| Pos. | Equipo         | Pts. | PJ | G  | E  | P  | GF | GC | Dif. | Clasificación              |
| ---- | -------------- | ---- | -- | -- | -- | -- | -- | -- | ---- | -------------------------- |
| 1    | Juticalpa F.C. | 49   | 20 | 15 | 4  | 1  | 42 | 18 | +24  |                            |
| 2    | Meluca F.C.    | 24   | 20 | 5  | 9  | 6  | 28 | 29 | −1   |                            |
| 3    | Arsenal Sao    | 23   | 20 | 6  | 5  | 9  | 22 | 23 | −1   |                            |
| 4    | Gimnástico     | 22   | 20 | 6  | 4  | 10 | 28 | 36 | −8   |                            |
| 5    | San Rafael     | 22   | 20 | 4  | 10 | 6  | 19 | 27 | −8   |                            |
| 6    | Estrella Roja  | 21   | 20 | 5  | 6  | 9  | 24 | 33 | −9   | Playoff por el No Descenso |

Actualizado a los partidos jugados el 15 de abril de 2023.
 Fuente: Vip Deportes

### Resultados
| Jornada 1         | Jornada 1 | Jornada 1     | Jornada 1               | Jornada 1     | Jornada 1 |
| Local             | Resultado | Visitante     | Estadio                 | Fecha         | Hora      |
| ----------------- | --------- | ------------- | ----------------------- | ------------- | --------- |
| San Rafael        | 1 - 1     | Meluca F.C.   | Maturave                | 11 de febrero | 14:30     |
| Juticalpa F.C.    | 2 - 1     | Gimnástico    | Juan Ramón Brevé Vargas | 11 de febrero | 19:00     |
| Arsenal Sao       | 0 - 0     | Estrella Roja | Francisco Gaitán Agüero | 12 de febrero | 15:30     |
| Total de goles: 5 |           |               |                         |               |           |

| Jornada 2         | Jornada 2 | Jornada 2      | Jornada 2             | Jornada 2     | Jornada 2 |
| Local             | Resultado | Visitante      | Estadio               | Fecha         | Hora      |
| ----------------- | --------- | -------------- | --------------------- | ------------- | --------- |
| Gimnástico        | 1 - 2     | San Rafael     | Emilio Larach         | 18 de febrero | 16:00     |
| Estrella Roja     | 1 - 2     | Juticalpa F.C. | Marcelo Tinoco        | 18 de febrero | 19:30     |
| Meluca F.C.       | 1 - 0     | Arsenal Sao    | José Rigoberto Alemán | 19 de febrero | 14:30     |
| Total de goles: 7 |           |                |                       |               |           |

| Jornada 3         | Jornada 3 | Jornada 3      | Jornada 3               | Jornada 3     | Jornada 3 |
| Local             | Resultado | Visitante      | Estadio                 | Fecha         | Hora      |
| ----------------- | --------- | -------------- | ----------------------- | ------------- | --------- |
| San Rafael        | 2 - 0     | Estrella Roja  | Maturave                | 25 de febrero | 14:30     |
| Meluca F.C.       | 1 - 1     | Gimnástico     | José Rigoberto Alemán   | 26 de febrero | 14:30     |
| Arsenal Sao       | 0 - 1     | Juticalpa F.C. | Francisco Gaitán Agüero | 26 de febrero | 15:30     |
| Total de goles: 5 |           |                |                         |               |           |

| Jornada 4         | Jornada 4 | Jornada 4   | Jornada 4               | Jornada 4  | Jornada 4 |
| Local             | Resultado | Visitante   | Estadio                 | Fecha      | Hora      |
| ----------------- | --------- | ----------- | ----------------------- | ---------- | --------- |
| Juticalpa F.C.    | 1 - 1     | San Rafael  | Juan Ramón Brevé Vargas | 3 de marzo | 19:00     |
| Gimnástico        | 3 - 1     | Arsenal Sao | Emilio Larach           | 4 de marzo | 10:00     |
| Estrella Roja     | 3 - 0     | Meluca F.C. | Marcelo Tinoco          | 4 de marzo | 19:00     |
| Total de goles: 9 |           |             |                         |            |           |

| Jornada 5         | Jornada 5 | Jornada 5     | Jornada 5               | Jornada 5   | Jornada 5 |
| Local             | Resultado | Visitante     | Estadio                 | Fecha       | Hora      |
| ----------------- | --------- | ------------- | ----------------------- | ----------- | --------- |
| Gimnástico        | 3 - 1     | Estrella Roja | Emilio Larach           | 11 de marzo | 10:00     |
| Juticalpa F.C.    | 2 - 1     | Meluca F.C.   | José Rigoberto Alemán   | 12 de marzo | 15:30     |
| Arsenal Sao       | 0 - 1     | San Rafael    | Francisco Gaitán Agüero | 12 de marzo | 15:30     |
| Total de goles: 8 |           |               |                         |             |           |

| Jornada 6         | Jornada 6 | Jornada 6      | Jornada 6       | Jornada 6   | Jornada 6 |
| Local             | Resultado | Visitante      | Estadio         | Fecha       | Hora      |
| ----------------- | --------- | -------------- | --------------- | ----------- | --------- |
| Estrella Roja     | 1 - 2     | Arsenal Sao    | Marcelo Tinoco  | 17 de marzo | 19:00     |
| Gimnástico        | 2 - 1     | Juticalpa F.C. | Emilio Larach   | 18 de marzo | 10:00     |
| Meluca F.C.       | 0 - 0     | San Rafael     | Cornelio Santos | 19 de marzo | 14:00     |
| Total de goles: 6 |           |                |                 |             |           |

| Jornada 7         | Jornada 7 | Jornada 7     | Jornada 7               | Jornada 7   | Jornada 7 |
| Local             | Resultado | Visitante     | Estadio                 | Fecha       | Hora      |
| ----------------- | --------- | ------------- | ----------------------- | ----------- | --------- |
| Arsenal Sao       | 2 - 0     | Meluca F.C.   | Francisco Gaitán Agüero | 25 de marzo | 15:30     |
| Juticalpa F.C     | 3 - 1     | Estrella Roja | Juan Ramón Brevé Vargas | 25 de marzo | 19:00     |
| San Rafael        | 0 - 1     | Gimnástico    | Maturave                | 26 de marzo | 13:00     |
| Total de goles: 7 |           |               |                         |             |           |

| Jornada 8          | Jornada 8 | Jornada 8   | Jornada 8               | Jornada 8   | Jornada 8 |
| Local              | Resultado | Visitante   | Estadio                 | Fecha       | Hora      |
| ------------------ | --------- | ----------- | ----------------------- | ----------- | --------- |
| Estrella Roja      | 3 - 1     | San Rafael  | Marcelo Tinoco          | 31 de marzo | 19:00     |
| Gimnástico         | 1 - 0     | Meluca F.C. | Cancha UPNFM            | 1 de abril  | 10:00     |
| Juticalpa F.C.     | 3 - 2     | Arsenal Sao | Juan Ramón Brevé Vargas | 2 de abril  | 15:30     |
| Total de goles: 10 |           |             |                         |             |           |

| Jornada 9         | Jornada 9 | Jornada 9      | Jornada 9               | Jornada 9  | Jornada 9 |
| Local             | Resultado | Visitante      | Estadio                 | Fecha      | Hora      |
| ----------------- | --------- | -------------- | ----------------------- | ---------- | --------- |
| Meluca F.C.       | 1 - 1     | Estrella Roja  | Cornelio Santos         | 5 de abril | 14:00     |
| Arsenal Sao       | 2 - 0     | Gimnástico     | Francisco Gaitán Agüero | 6 de abril | 13:30     |
| San Rafael        | 1 - 2     | Juticalpa F.C. | Maturave                | 6 de abril | 14:30     |
| Total de goles: 7 |           |                |                         |            |           |

| Jornada 10         | Jornada 10 | Jornada 10     | Jornada 10      | Jornada 10  | Jornada 10 |
| Local              | Resultado  | Visitante      | Estadio         | Fecha       | Hora       |
| ------------------ | ---------- | -------------- | --------------- | ----------- | ---------- |
| San Rafael         | 2 - 1      | Arsenal Sao    | Maturave        | 15 de abril | 15:00      |
| Estrella Roja      | 2 - 1      | Gimnástico     | Marcelo Tinoco  | 15 de abril | 15:00      |
| Meluca F.C.        | 4 - 6      | Juticalpa F.C. | Cornelio Santos | 15 de abril | 15:00      |
| Total de goles: 16 |            |                |                 |             |            |

## Fase Final
|  | Octavos de final       | Octavos de final | Octavos de final       | Octavos de final |   |              | Cuartos de final | Cuartos de final | Cuartos de final | Cuartos de final |  |              | Semifinales | Semifinales | Semifinales | Semifinales |  |         | Final | Final | Final | Final |  |
|  |                        |                  |                        |                  |   |              |                  |                  |                  |                  |  |              |             |             |             |             |  |         |       |       |       |       |  |
|  |                        |                  |                        |                  |   |              |                  |                  |                  |                  |  |              |             |             |             |             |  |         |       |       |       |       |  |
|  | Juticalpa FC           | 0                | 0                      | 0*               |   |              |                  |                  |                  |                  |  |              |             |             |             |             |  |         |       |       |       |       |  |
|  | Juticalpa FC           | 0                | 0                      | 0*               |   |              |                  |                  |                  |                  |  |              |             |             |             |             |  |         |       |       |       |       |  |
|  | Atlético Junior        | 0                | 0                      | 0                |   |              |                  |                  |                  |                  |  |              |             |             |             |             |  |         |       |       |       |       |  |
|  | Atlético Junior        | 0                | 0                      | 0                |   | Juticalpa FC | 1                | 4                | 5                |                  |  |              |             |             |             |             |  |         |       |       |       |       |  |
|  |                        |                  |                        |                  |   | Juticalpa FC | 1                | 4                | 5                |                  |  |              |             |             |             |             |  |         |       |       |       |       |  |
|  |                        |                  | Inter                  | 0                | 0 | 0            |                  |                  |                  |                  |  |              |             |             |             |             |  |         |       |       |       |       |  |
|  | Inter                  | 1                | Inter                  | 0                | 0 | 0            | 1                | 2*               |                  |                  |  |              |             |             |             |             |  |         |       |       |       |       |  |
|  | Inter                  | 1                |                        |                  |   |              |                  |                  |                  |                  |  |              |             |             |             |             |  |         |       |       |       |       |  |
|  | Social Sol             | 1                | 1                      | 2                |   |              |                  |                  |                  |                  |  |              |             |             |             |             |  |         |       |       |       |       |  |
|  | Social Sol             | 1                | 1                      | 2                |   |              |                  |                  |                  |                  |  | Juticalpa FC | 1           | 2           | 3(3)        |             |  |         |       |       |       |       |  |
|  |                        |                  |                        |                  |   |              |                  |                  |                  |                  |  | Juticalpa FC | 1           | 2           | 3(3)        |             |  |         |       |       |       |       |  |
|  |                        |                  | Génesis                | 2                | 1 | 3(4)         |                  |                  |                  |                  |  |              |             |             |             |             |  |         |       |       |       |       |  |
|  | Génesis                | 1                | Génesis                | 2                | 1 | 3(4)         | 2                | 3                |                  |                  |  |              |             |             |             |             |  |         |       |       |       |       |  |
|  | Génesis                | 1                |                        |                  |   |              |                  |                  |                  |                  |  |              |             |             |             |             |  |         |       |       |       |       |  |
|  | Lone FC                | 2                | 0                      | 2                |   |              |                  |                  |                  |                  |  |              |             |             |             |             |  |         |       |       |       |       |  |
|  | Lone FC                | 2                | 0                      | 2                |   | Génesis      | 0                | 1                | 1(4)             |                  |  |              |             |             |             |             |  |         |       |       |       |       |  |
|  |                        |                  |                        |                  |   | Génesis      | 0                | 1                | 1(4)             |                  |  |              |             |             |             |             |  |         |       |       |       |       |  |
|  |                        |                  | Oro Verde              | 0                | 1 | 1(3)         |                  |                  |                  |                  |  |              |             |             |             |             |  |         |       |       |       |       |  |
|  | Oro Verde              | 2                | Oro Verde              | 0                | 1 | 1(3)         | 4                | 6                |                  |                  |  |              |             |             |             |             |  |         |       |       |       |       |  |
|  | Oro Verde              | 2                |                        |                  |   |              |                  |                  |                  |                  |  |              |             |             |             |             |  |         |       |       |       |       |  |
|  | Gimnástico             | 4                | 1                      | 5                |   |              |                  |                  |                  |                  |  |              |             |             |             |             |  |         |       |       |       |       |  |
|  | Gimnástico             | 4                | 1                      | 5                |   |              |                  |                  |                  |                  |  |              |             |             |             |             |  | Génesis | 1     | 2     | 3(6)  |       |  |
|  |                        |                  |                        |                  |   |              |                  |                  |                  |                  |  |              |             |             |             |             |  | Génesis | 1     | 2     | 3(6)  |       |  |
|  |                        |                  | Platense               | 0                | 3 | 3(5)         |                  |                  |                  |                  |  |              |             |             |             |             |  |         |       |       |       |       |  |
|  | Platense               | 3                | Platense               | 0                | 3 | 3(5)         | 3                | 6                |                  |                  |  |              |             |             |             |             |  |         |       |       |       |       |  |
|  | Platense               | 3                |                        |                  |   |              |                  |                  |                  |                  |  |              |             |             |             |             |  |         |       |       |       |       |  |
|  | San Juan               | 2                | 2                      | 4                |   |              |                  |                  |                  |                  |  |              |             |             |             |             |  |         |       |       |       |       |  |
|  | San Juan               | 2                | 2                      | 4                |   | Platense     | 1                | 1                | 2                |                  |  |              |             |             |             |             |  |         |       |       |       |       |  |
|  |                        |                  |                        |                  |   | Platense     | 1                | 1                | 2                |                  |  |              |             |             |             |             |  |         |       |       |       |       |  |
|  |                        |                  | Real Juventud          | 0                | 0 | 0            |                  |                  |                  |                  |  |              |             |             |             |             |  |         |       |       |       |       |  |
|  | Tela FC                | 0                | Real Juventud          | 0                | 0 | 0            | 1                | 1                |                  |                  |  |              |             |             |             |             |  |         |       |       |       |       |  |
|  | Tela FC                | 0                |                        |                  |   |              |                  |                  |                  |                  |  |              |             |             |             |             |  |         |       |       |       |       |  |
|  | Real Juventud          | 0                | 2                      | 2                |   |              |                  |                  |                  |                  |  |              |             |             |             |             |  |         |       |       |       |       |  |
|  | Real Juventud          | 0                | 2                      | 2                |   |              |                  |                  |                  |                  |  | Platense     | 1           | 2           | 3           |             |  |         |       |       |       |       |  |
|  |                        |                  |                        |                  |   |              |                  |                  |                  |                  |  | Platense     | 1           | 2           | 3           |             |  |         |       |       |       |       |  |
|  |                        |                  | Atlético Independiente | 1                | 1 | 2            |                  |                  |                  |                  |  |              |             |             |             |             |  |         |       |       |       |       |  |
|  | Boca Juniors           | 0                | Atlético Independiente | 1                | 1 | 2            | 4                | 4                |                  |                  |  |              |             |             |             |             |  |         |       |       |       |       |  |
|  | Boca Juniors           | 0                |                        |                  |   |              |                  |                  |                  |                  |  |              |             |             |             |             |  |         |       |       |       |       |  |
|  | San Rafael             | 1                | 1                      | 2                |   |              |                  |                  |                  |                  |  |              |             |             |             |             |  |         |       |       |       |       |  |
|  | San Rafael             | 1                | 1                      | 2                |   | Boca Juniors | 1                | 2                | 3                |                  |  |              |             |             |             |             |  |         |       |       |       |       |  |
|  |                        |                  |                        |                  |   | Boca Juniors | 1                | 2                | 3                |                  |  |              |             |             |             |             |  |         |       |       |       |       |  |
|  |                        |                  | Atlético Independiente | 2                | 2 | 4            |                  |                  |                  |                  |  |              |             |             |             |             |  |         |       |       |       |       |  |
|  | Pumas F.C.             | 1                | Atlético Independiente | 2                | 2 | 4            | 1                | 2                |                  |                  |  |              |             |             |             |             |  |         |       |       |       |       |  |
|  | Pumas F.C.             | 1                |                        |                  |   |              |                  |                  |                  |                  |  |              |             |             |             |             |  |         |       |       |       |       |  |
|  | Atlético Independiente | 2                | 1                      | 3                |   |              |                  |                  |                  |                  |  |              |             |             |             |             |  |         |       |       |       |       |  |
|  | Atlético Independiente | 2                | 1                      | 3                |   |              |                  |                  |                  |                  |  |              |             |             |             |             |  |         |       |       |       |       |  |
|  |                        |                  |                        |                  |   |              |                  |                  |                  |                  |  |              |             |             |             |             |  |         |       |       |       |       |  |

(*) Avanza por mejor posición en la Tabla.

### Octavos de final
| 22 de abril de 2023, 15:00 | Atlético Junior | 0:0 | Juticalpa | Estadio Gonzalo Maldonado, El Negrito. |  |
|                            |                 |     |           | Árbitro(s):                            |  |

| 30 de abril de 2023, 16:00                          | Juticalpa | 0:0 | Atlético Junior | Estadio Juan Ramón Brevé Vargas, Juticalpa. |  |
|                                                     |           |     |                 | Árbitro(s):                                 |  |
| Juticalpa Clasifica por mejor posición en la tabla. |           |     |                 |                                             |  |

| 22 de abril de 2023, 19:00 | Social Sol   | 1:1 (0:0) | Inter     | Estadio San Jorge, Olanchito. |             |
|                            | Martínez 47' |           | Calix 65' | Árbitro(s):                   | Árbitro(s): |

| 30 de abril de 2023, 13:00                      | Inter | 1:1 (1:0) (Global 2:2) | Social Sol | Estadio Sinaí, El Triunfo. |  |
|                                                 |       |                        |            | Árbitro(s):                |  |
| Inter clasifica por mejor posición en la tabla. |       |                        |            |                            |  |

| 22 de abril de 2023, 15:00 | Lone FC          | 2:1 (2:1) | Génesis     | Estadio Olímpico Metropolitano, San Pedro Sula. |             |
|                            | J. Lobo 13', 39' |           | Lasso 45+4' | Árbitro(s):                                     | Árbitro(s): |

| 30 de abril de 2023, 18:00 | Génesis         | 2:0 (0:0) | Lone FC | Estadio Carlos Miranda, Comayagua. |             |
|                            | Bodden 55', 65' |           |         | Árbitro(s):                        | Árbitro(s): |

| 22 de abril de 2023, 10:00 | Gimnástico                                         | 4:2 (2:0) | Oro Verde                        | Estadio UPNFM, Tegucigalpa.  |                              |
| | G. Herrera 14' · W. Dereck 44', 83' · Portillo 77' |           | C. Delgado 56' · C. Bermúdez 90' | Árbitro(s): Melvin Matamoros | Árbitro(s): Melvin Matamoros |
| El Partido estaba programado para el 21 de abril a las 20:00 horas en el Estadio de la Villa Olímpica, pero debido a problemas en el alumbrado del estadio el partido se pospuso al horario actual y a la sede actual. |                                                    |           |                                  |                              |                              |

| 29 de abril de 2023, 15:00 | Oro Verde | 4:1 (2:0) (Global 6:5) | Gimnástico | Estadio Leonel Espinoza, Santa Rita. |  |
|                            |           |                        |            | Árbitro(s):                          |  |

| 23 de abril de 2023, 15:00 | San Juan                 | 2:3 (0:2) | Platense                           | Estadio Domingo Ortega, Quimistán. |                             |
|                            | Gómez 69', 45+10' (pen.) |           | García 30' · Puerto 36' · Mena 87' | Árbitro(s): José Valladares        | Árbitro(s): José Valladares |

| 30 de abril de 2023, 17:00 | Platense | 3:2 (2:1) | San Juan | Estadio Excelsior, Puerto Cortés. |  |
|                            |          |           |          | Árbitro(s):                       |  |

| 21 de abril de 2023, 19:30 | Real Juventud | 0:0 | Tela FC | Estadio Argelio Sabillón, Santa Bárbara. |  |
|                            |               |     |         | Árbitro(s): Johny Sánchez                |  |

| 30 de abril de 2023, --:-- | Tela FC       | 1:2 (1:1) | Real Juventud                     | Estadio León Gómez, Tela. |                           |
|                            | Velázquez 22' |           | Arizmendi 5' · Ramos 90+6' (pen.) | Árbitro(s): Jaime Salinas | Árbitro(s): Jaime Salinas |

| 22 de abril de 2023, 15:00 | San Rafael | 1:0 (0:0) | Boca Juniors | Estadio Maturave, El Perdernal. |                           |
|                            | Palma 82'  |           |              | Árbitro(s): Erick Padilla       | Árbitro(s): Erick Padilla |

| 30 de abril de 2023, 15:00 | Boca Juniors                                      | 4:1 (1:1) | San Rafael | Estadio Francisco Martínez, Tocoa. |                           |
|                            | Melgares 13' · Mina 68' · Wood 90' · Thomas 90+1' |           | Mendy 32'  | Árbitro(s): Erick Padilla          | Árbitro(s): Erick Padilla |

| 22 de abril de 2023, 19:30 | Atlético Independiente               | 2:1 (1:0) | Pumas FC  | Estadio Roberto Martínez Ávila, Siguatepeque. |             |
|                            | J. Araujo 22' (pen.) · Córdova 90+4' |           | Pérez 78' | Árbitro(s):                                   | Árbitro(s): |

| 29 de abril de 2023, 18:00 | Pumas FC | 1:1 (1:0) (Global 2:3) | Atlético Independiente | Estadio Municipal de Las Vegas, Las Vegas. |  |
|                            |          |                        |                        | Árbitro(s):                                |  |

### Cuartos de final
| 7 de mayo de 2023, 13:00 | Inter | 0:1 (0:1) | Juticalpa   | Estadio Sinaí, El Triunfo. |                          |
|                          |       |           | Rosales 15' | Árbitro(s): Alex Morazán   | Árbitro(s): Alex Morazán |

| 14 de mayo de 2023, 16:00 | Juticalpa                                    | 4:0 (3:0) | Inter | Estadio Juan Ramón Brevé Vargas, Juticalpa. |             |
|                           | Welcome 2', 5' · Chavasco 19' · Capeluto 88' |           |       | Árbitro(s):                                 | Árbitro(s): |

| 7 de mayo de 2023, 15:00 | Oro Verde | 0:0 | Génesis | Estadio Leonel Espinoza, Santa Rita. |  |
|                          |           |     |         | Árbitro(s):                          |  |

| 14 de mayo de 2023, 18:00 | Génesis                                         | 1:1 (1:0); (1:1) (t. s.)(4:3 p.)(Global 1:1) | Oro Verde                                            | Estadio Carlos Miranda, Comayagua. |             |
|                           | Güity 4'                                        |                                              | 78' (pen.) Cunningham                                | Árbitro(s):                        | Árbitro(s): |
|                           |                                                 | Tiros desde el punto penal                   |                                                      |                                    |             |
|                           | Discua · Bodden · Fiallos · Gutiérrez · Diamond |                                              | Fuentes · Bustillo · Bennedit · Canales · Cunningham |                                    |             |

| 5 de mayo de 2023, 19:30 | Real Juventud | 0:1 (0:1) | Platense          | Estadio Argelio Sabillón, Santa Bárbara. |             |
|                          |               |           | Yasser Santos 18' | Árbitro(s):                              | Árbitro(s): |

| 13 de mayo de 2023, 19:00 | Platense     | 1:0 (Global 2:0) | Real Juventud | Estadio Excelsior, Puerto Cortés. |             |
|                           | Klusener 34' |                  |               | Árbitro(s):                       | Árbitro(s): |

| 6 de mayo de 2023, 19:30 | Atlético Independiente     | 2:1 (2:1) | Boca Juniors | Estadio Roberto Martínez Ávila, Siguatepeque. |                            |
|                          | Martínez 34' · Vásquez 44' |           | Sosa 36'     | Árbitro(s): Melissa Borjas                    | Árbitro(s): Melissa Borjas |

| 14 de mayo de 2023, 14:30 | Boca Juniors            | 2:2 (1:0) (Global 4:3) | Atlético Independiente | Estadio Francisco Martínez, Tocoa. |             |
|                           | Cruz 31' · Duarte 90+1' |                        | Palma 56', 72'         | Árbitro(s):                        | Árbitro(s): |

### Semifinales
| 20 de mayo de 2023, 19:30 | Génesis          | 2:1 (0:0) | Juticalpa     | Estadio Carlos Miranda, Comayagua. |                          |
|                           | Güity 52' (pen.) |           | 65' Gutiérrez | Árbitro(s): Selvin Brown           | Árbitro(s): Selvin Brown |

| 27 de mayo de 2023, 19:00 | Juticalpa                                          | 2:1 (1:0) (3:4 p.)(Global 3:3) | Génesis                                          | Estadio Juan Ramón Brevé, Juticalpa. |                          |
|                           | Chavasco 26' · Welcome 117' (pen.)                 |                                | 120' Diamond                                     | Árbitro(s): Álex Morazán             | Árbitro(s): Álex Morazán |
|                           |                                                    | Tiros desde el punto penal     |                                                  |                                      |                          |
|                           | Welcome · Palomeque · Córdova · Martínez · Sauceda |                                | Moncada · Gutiérrez · Fiallos · Bodden · Diamond |                                      |                          |

| 21 de mayo de 2023, 18:00 | Platense   | 1:1 (0:1) | Atlético Independiente | Estadio Excelsior, Puerto Cortés. |             |
|                           | Santos 90' |           | 16' (a.g.) Ramos       | Árbitro(s):                       | Árbitro(s): |

| 27 de mayo de 2022, 19:30 | Atlético Independiente | 1:2 | Platense                           | Estadio Roberto Martínez Ávila, Siguatepeque. |                         |
|                           | Araujo 36'             |     | 58' (pen.) Johnson · 103' Klusener | Árbitro(s): Carlos Cruz                       | Árbitro(s): Carlos Cruz |

### Final
| 3 de junio de 2023, 19:30 | Génesis       | 1:0 (0:0) | Platense | Estadio Carlos Miranda, Comayagua. |                          |
|                           | Ó. Discua 77' |           |          | Árbitro(s): Marvin Ortiz           | Árbitro(s): Marvin Ortiz |

| 11 de junio de 2023, 15:00 | Platense                                                                    | 3:2 (1:1); (3:2) (t. s.)(5:6 p.)(Global 3:3) | Génesis                                                                      | Estadio Excelsior, Puerto Cortés |                              |
|                            | Johnson 45+10' · Puerto 60' · Palma 104'                                    |                                              | 23' Dávila · 120+5' (pen.) Moncada                                           | Árbitro(s): Melvin Matamoros     | Árbitro(s): Melvin Matamoros |
|                            |                                                                             | Tiros desde el punto penal                   |                                                                              |                                  |                              |
|                            | Santos · Barreto · Klusener · Johnson · García · Palma · Martínez · Turcios |                                              | Moncada · Gutiérrez · Padilla · Fiallos · Diamond · Argueta · Dávila · Yanez |                                  |                              |

|                            |
| Campeón Génesis 1.º título |

### Finalisima de Ascenso
| 16 de junio de 2023, 19:00 | Juticalpa FC | 0:0 | Génesis | Estadio Chelato Uclés, Tegucigalpa. |  |
|                            |              |     |         | Árbitro(s): Nelson Salgado          |  |

| 24 de junio de 2023, 19:00 | Génesis | 2:2 (1:2) (t. s.)(10:9 p.)(Global 2:2) | Juticalpa FC | Estadio Chelato Uclés, Tegucigalpa |                              |
|                            | Gutiérrez 25', 60' |                                        | 4' Abbott · 45' Alvarado | Árbitro(s): Melvin Matamoros       | Árbitro(s): Melvin Matamoros |
|                            | | Tiros desde el punto penal             | |                                    |                              |
|                            | Moncada · Bodden · Fiallos · Argueta · Diamond · Discua · Dávila · Salinas · Lasso · Acosta · Casildo · Moncada · Bodden · Diamond |                                        | Palomeque · Chavasco · Sauceda · Welcome · Abbott · Castillo · López · Guevara · Capeluto · Pineda · Gutiérrez · Chavasco · Sauceda · Palomeque |                                    |                              |

### Ascendido a laLiga Nacional
|                         |
| Génesis                 |
| Ascendido el 24/06/2023 |

## Liguilla por el No Descenso
- Los últimos lugares de cada grupo jugaran a una liguilla para no descender. Los dos perdedores de las 2 finales descenderan a la Liga Mayor.

|  | Semifinales | Semifinales       | Semifinales | Semifinales | Semifinales |  |  | Finales | Finales         | Finales | Finales | Finales |  |  | Descendidos | Descendidos    | Descendidos | Descendidos | Descendidos |
|  |             |                   |             |             |             |  |  |         |                 |         |         |         |  |  |             |                |             |             |             |
|  |             |                   |             |             |             |  |  | D-2     | Estrella Roja   | 3       | 1       | 4       |  |  |             |                |             |             |             |
|  | A-1         | F.C. Alvarado     | 1           | 2           | 3           |  |  | A-2     | San José Clash  | 2       | 0       | 2       |  |  |             |                |             |             |             |
|  | A-2         | San José Clash    | 1           | 0           | 1           |  |  |         |                 |         |         |         |  |  | 1           | San José Clash | 32°         |             |             |
|  |             |                   |             |             |             |  |  |         |                 |         |         |         |  |  | 2           | Deportes Savio | 31°         |             |             |
|  |             |                   |             |             |             |  |  | C       | Villanueva F.C. | 1       | 4       | 5       |  |  |             |                |             |             |             |
|  | B           | Deportes Savio    | 1           | 2           | 3           |  |  | B       | Deportes Savio  | 2       | 1       | 3       |  |  |             |                |             |             |             |
|  | D-1         | F.C. Buenaventura | 4           | 0           | 4           |  |  |         |                 |         |         |         |  |  |             |                |             |             |             |

### Semifinales No Descenso
| 23 de abril de 2023, 15:00 | San José Clash | 1:1 (1:0) | FC Alvarado | Estadio Carlos Calderón, San Juan Pueblo,La Masica. |  |
|                            |                |           |             | Árbitro(s): David Cruz                              |  |

| 28 de abril de 2023, 15:00                              | FC Alvarado | 2:0 (1:0) | San José Clash | Estadio Ceibeño, La Ceiba. |  |
|                                                         |             |           |                | Árbitro(s):                |  |
| San José Clash pierde y jugará la final del No Descenso |             |           |                |                            |  |

| 23 de abril de 2023, 18:00 | FC Buenaventura | 4:1 (2:1) | Deportes Savio | Estadio UPNFM, Tegucigalpa. |  |
|                            |                 |           |                | Árbitro(s):                 |  |

| 30 de abril de 2023, 13:00                              | Deportes Savio | 2:0 (1:0) (Global 3:4) | FC Buenaventura | Estadio Municipal de La Unión, La Unión. |  |
|                                                         |                |                        |                 | Árbitro(s): David Cruz                   |  |
| Deportes Savio pierde y jugará la Final del No Descenso |                |                        |                 |                                          |  |

### Finales No Descenso
| 6 de mayo de 2023, 18:00 | San José Clash | 2:3 (1:1) | Estrella Roja | Estadio Carlos Calderón, San Juan Pueblo,La Masica. |  |
|                          |                |           |               | Árbitro(s): David Cruz                              |  |

| 12 de mayo de 2023, 19:00                                    | Estrella Roja    | 1:0 (0:0) (Global 4:2) | San José Clash | Estadio Marcelo Tinoco, Danlí. |                            |
|                                                              | Nolan Torres 51' |                        |                | Árbitro(s): Héctor Peralta     | Árbitro(s): Héctor Peralta |
| San José Clash pierde y desciende a la Liga Mayor Sanjuaneña |                  |                        |                |                                |                            |

| 7 de mayo de 2023, 14:00 | Deportes Savio | 2:1 (0:0) | Villanueva FC | Estadio Municipal de La Unión, La Unión. |  |
|                          |                |           |               | Árbitro(s): Héctor Rodríguez             |  |

| 13 de mayo de 2023, 15:00                                 | Villanueva | 4:1 (1:1) (Global 5:3) | Deportes Savio | Estadio José Adrián Cruz, Villanueva. |                            |
|                                                           | 1-1        |                        | 2-3            | Árbitro(s): Armando Castro            | Árbitro(s): Armando Castro |
| Deportes Savio Desciende A La Liga Vanguardia Occidental. |            |                        |                |                                       |                            |

### Descendidos
|                |              |
| San José Clash | Descendido 1 |
| Deportes Savio | Descendido 2 |

- Datos: Q117209655